# WASP-4
WASP-4 és una estrella de la seqüència principal de tipus G que es troba a uns 900 anys llum de la Terra a la constel·lació del Fènix.

## Sistema planetari
El 2007, es va descobrir un planeta extrasolar, WASP-4b, en òrbita d'aquesta estrella.
| Companya (per ordre des de l'estrella) | Massa            | Semieix major (ua) | Període orbital (dies) | Excentricitat | Inclinació | Radi |
| -------------------------------------- | ---------------- | ------------------ | ---------------------- | ------------- | ---------- | ---- |
| WASP-4b                                | 1.237 ± 0.064 MJ | 0.0230±0.001       | 1.3382282±0.000003     | 0             | —          | —    |